# Scleromochlus taylori
Scleromochlus taylori — викопний вид малих птерозавроморфних архозаврів родини Scleromochlidae, що існував у пізньому тріасі (235 — 205 млн років тому).

## Історія
Голотип був виявлений приблизно в 1900 році в карнійському пісковику Лоссімут у Шотландії. Це був частковий скелет, що зберігся як відбиток у пісковику, з відсутніми частинами черепа та хвоста. Загалом виявлені рештки декількох особин різної збереженості.
У різних дослідженнях вид вважався сестринським таксоном Pterosauria або базальним членом Avemetatarsalia. У 2022 році науковці реконструювали повний скелет за допомогою комп'ютерної мікротомографії 7 зразків, знайдених на сьогоднішній день. Це дозволило провести новий філогенетичний аналіз, який підтвердив гіпотезу про те, що Scleromochlus був членом Pterosauromorpha — або як рід родини Lagerpetidae, або як сестринська група до птерозаврів і лагерпетид. Було продемонстровано, що попередні альтернативні класифікації базувалися на неправильному тлумаченні неповних або неоднозначних анатомічних особливостей, знайдених у скам'янілому літописі.

## Опис

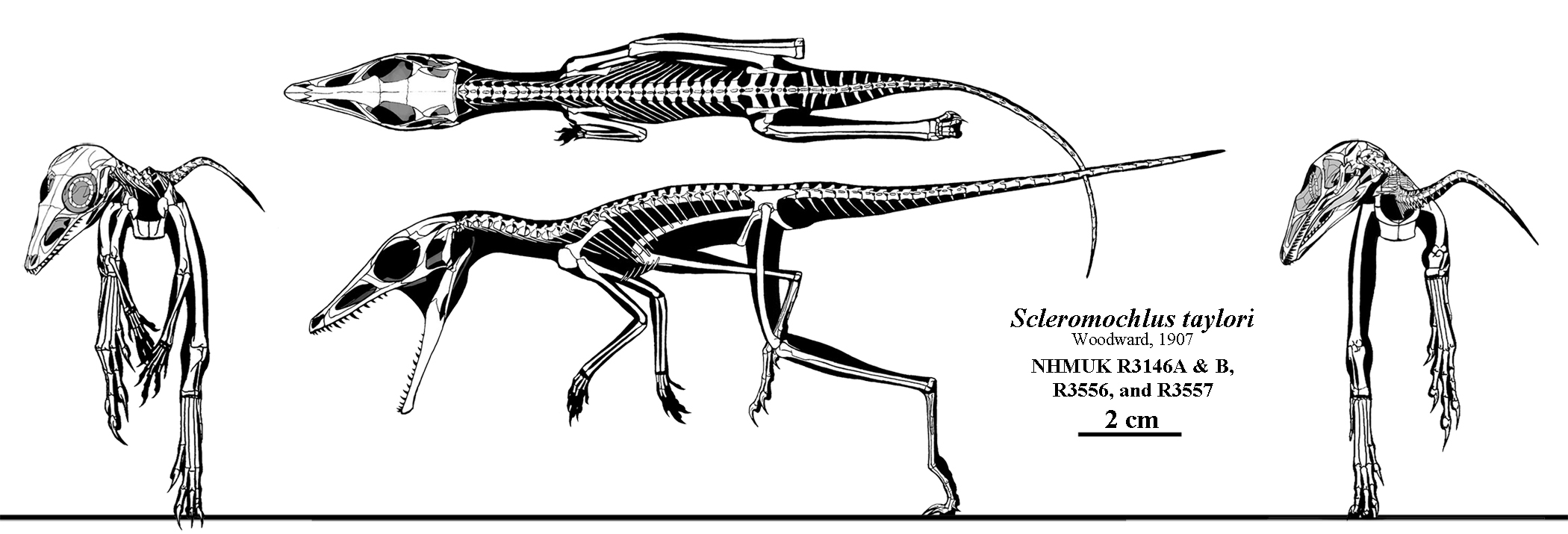
Будова скелета

Невеликий плазун, завдовжки близько 181 міліметра з довгими задніми ногами; він міг бути здатним до чотириногих і двоногих пересувань. Дослідження його кінцівок свідчать про те, що він стрибав, як кенгуру; однак повторна оцінка зразків у 2020 році показала, що це був «розлогий чотириногий стрибун, аналогічний жабам». Якщо Scleromochlus справді пов'язаний з птерозаврами, це може дати розуміння того, як останні еволюціонували, оскільки ранні птерозаври також виявляли пристосування до пересування стрибками.